# Kerékpározás az 1928. évi nyári olimpiai játékokon
Az 1928. évi nyári olimpiai játékokon a kerékpározás versenyek hat számból álltak.

## Éremtáblázat
A rendező ország csapata eltérő háttérszínnel, az egyes számoszlopok legmagasabb értéke, vagy értékei vastagítással kiemelve.
| Az 1928. évi nyári olimpiai játékok éremtáblázata kerékpározásban | Az 1928. évi nyári olimpiai játékok éremtáblázata kerékpározásban | Az 1928. évi nyári olimpiai játékok éremtáblázata kerékpározásban | Az 1928. évi nyári olimpiai játékok éremtáblázata kerékpározásban | Az 1928. évi nyári olimpiai játékok éremtáblázata kerékpározásban | Olimpia  |
| ----------------------------------------------------------------- | ----------------------------------------------------------------- | ----------------------------------------------------------------- | ----------------------------------------------------------------- | ----------------------------------------------------------------- | -------- |
|                                                                   | Ország                                                            | Arany                                                             | Ezüst                                                             | Bronz                                                             | Összesen |
| 1.                                                                | Dánia (DEN)                                                       | 3                                                                 | 0                                                                 | 1                                                                 | 4        |
| 2.                                                                | Hollandia (NED)                                                   | 1                                                                 | 3                                                                 | 0                                                                 | 4        |
| 3.                                                                | Franciaország (FRA)                                               | 1                                                                 | 0                                                                 | 0                                                                 | 1        |
| 3.                                                                | Olaszország (ITA)                                                 | 1                                                                 | 0                                                                 | 0                                                                 | 1        |
|                                                                   |                                                                   |                                                                   |                                                                   |                                                                   |          |
| 5.                                                                | Nagy-Britannia (GBR)                                              | 0                                                                 | 3                                                                 | 1                                                                 | 4        |
|                                                                   |                                                                   |                                                                   |                                                                   |                                                                   |          |
| 6.                                                                | Svédország (SWE)                                                  | 0                                                                 | 0                                                                 | 2                                                                 | 2        |
| 7.                                                                | Ausztrália (AUS)                                                  | 0                                                                 | 0                                                                 | 1                                                                 | 1        |
| 7.                                                                | Németország (GER)                                                 | 0                                                                 | 0                                                                 | 1                                                                 | 1        |
|                                                                   |                                                                   |                                                                   |                                                                   |                                                                   |          |
| Összesen                                                          | Összesen                                                          | 6                                                                 | 6                                                                 | 6                                                                 | 18       |

## Érmesek

### Országúti számok
| Az 1928. évi nyári olimpiai játékok érmesei országúti kerékpározásban |                                                           |                                                                            |                                                                   |
| Versenyszám                                                           | Arany                                                     | Ezüst                                                                      | Bronz                                                             |
| Férfi országúti mezőnyverseny (168 km)                                | Henry Hansen · Dánia (DEN) · 4:47:18.0                    | Frank Southall · Nagy-Britannia (GBR) · 4:55:06.0                          | Gösta Carlsson · Svédország (SWE) · 5:00:17.0                     |
| Férfi országúti csapatverseny                                         | Dánia (DEN) · Henry Hansen · Orla Jørgensen · Leo Nielsen | Nagy-Britannia (GBR) · Jack Lauterwasser · John Middleton · Frank Southall | Svédország (SWE) · Gösta Carlsson · Erik Jansson · Georg Johnsson |

### Pályakerékpár
| Az 1928. évi nyári olimpiai játékok érmesei pálya-kerékpározásban |                                                                                                | |                                                                                 |
| Versenyszám                                                       | Arany                                                                                          | Ezüst                                                                                               | Bronz                                                                           |
| 1000 m időfutam                                                   | Willy Hansen · Dánia (DEN) · 1:14.4                                                            | Gerard Bosch van Drakestein · Hollandia (NED) · 1:15.2                                              | Dunc Gray · Ausztrália (AUS) · 1:15.6                                           |
| Férfi sprint verseny                                              | Roger Beaufrand · Franciaország (FRA) · 13.2                                                   | Antoine Mazairac · Hollandia (NED)                                                                  | Willy Hansen · Dánia (DEN)                                                      |
| Kétüléses (tandem) 2000 m                                         | Hollandia (NED) · Bernhard Leene · Daan van Dijk                                               | Nagy-Britannia (GBR) · Ernest Chambers · John Sibbit                                                | Németország (GER) · Hans Bernhardt · Karl Köther                                |
| Férfi 4000 méter csapat üldözőverseny                             | Olaszország (ITA) · Cesare Facciani · Marco Cattaneo · Mario Lusiani · Luigi Tasselli · 5:01.8 | Hollandia (NED) · Johannes Maas · Piet van der Horst · Janus Braspennincx · Jan Pijnenburg · 5:06.2 | Nagy-Britannia (GBR) · George Southall · Harry Wyld · Leonard Wyld · Percy Wyld |